# Țibucani
Țibucani – wieś w Rumunii, w okręgu Neamț, w gminie Țibucani. W 2011 roku liczyła 2579 mieszkańców.